# Tocro uru
Odontophorus capueira
Espèce
Statut de conservation UICN

 LC  : Préoccupation mineure
Le Tocro uru (Odontophorus capueira) est une espèce d'oiseau de la famille des Odontophoridae.

## Répartition
Il vit en Argentine, au Brésil et au Paraguay.

## Habitat
Ses habitats naturels sont les forêts tropicales ou subtropicales humides de plaine ou de montagne.